# Viareggio
Viareggio est une ville de la province de Lucques, dans la région Toscane, en Italie.

## Géographie
Viareggio est située dans le nord de la Toscane, sur la mer Ligure. Avec plus de 63 000 habitants, c'est le centre principal de la Versilia et la deuxième ville de la province de Lucques.
Elle possède 10 km de plages sableuses (six gérées par les établissements balnéaires et quatre de plage libre), la quasi-totalité de la plage libre faisant partie d'un parc naturel régional. Les communes limitrophes sont Vecchiano, Massarosa et Camaiore.

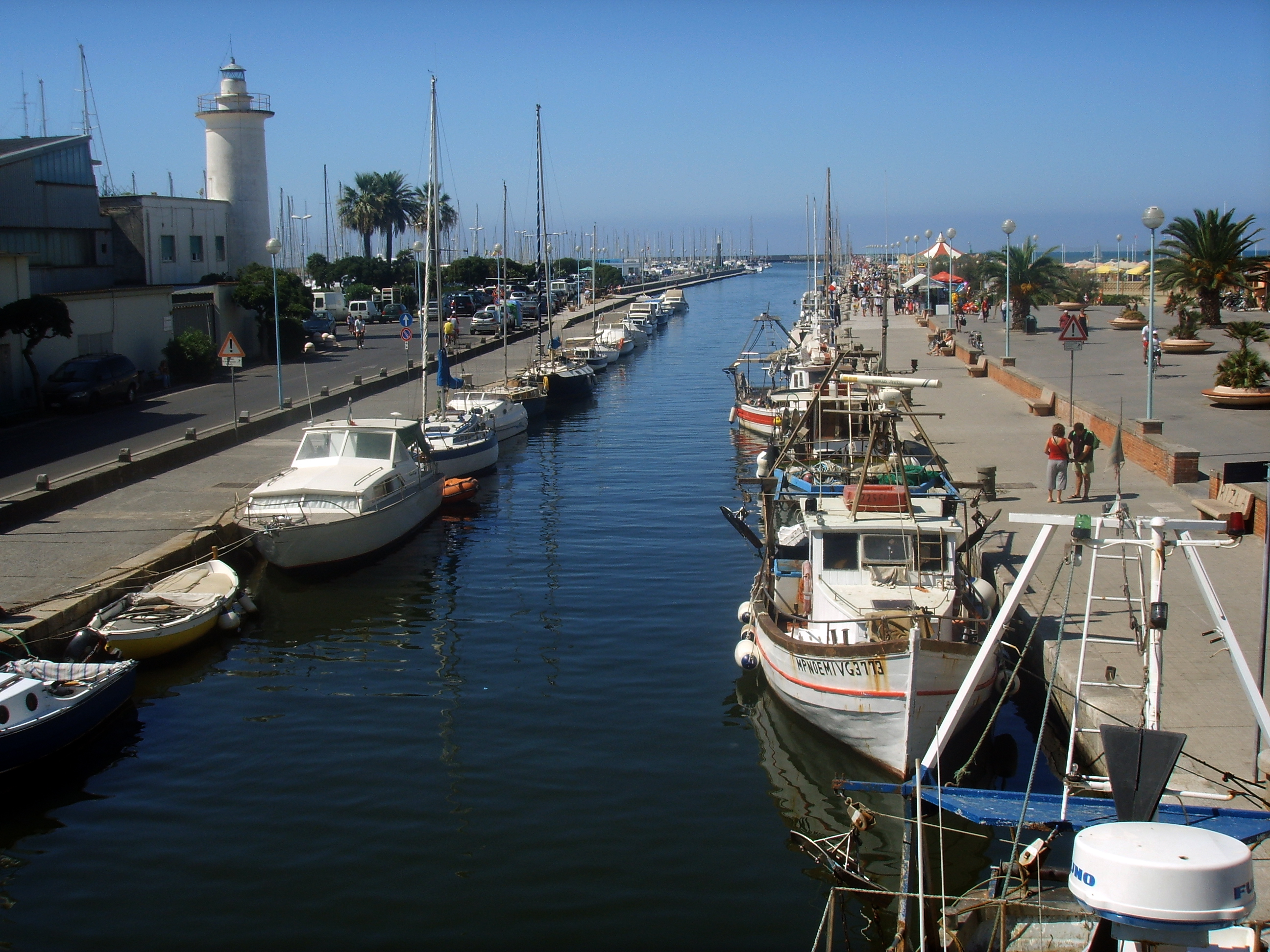
Le canal de Burlamacca.

### Climat
Le climat méditerranéen de Viareggio est très humide (entre 60 et 80 % d'humidité moyenne durant les mois d'été) et des précipitations d'environ 900-1 000 mm par an causés par la proximité des Alpes apuanes.
Les vents principaux viennent du sud-est, les vents de sud-ouest et d'ouest qui soufflent durant deux ou trois jours de suite causent de violentes tempêtes maritimes.
- Température moyenne : 15 °C
- Température moyenne annuelle maximale : 19,2 °C
- Température moyenne annuelle minimale : 11 °C

### Hydrographie
Le territoire communal est baigné  par le lac de Massaciuccoli et traversé par les canaux Burlamacca, Farabola, Fossa dell'Abate, Fosso le Quindici... et beaucoup d'autres canaux des marais qui entourent le lac.

### Territoire
Le territoire viareggino s'étend entièrement sur la plaine alluvionnaire côtière de la Versilia.

### Aire naturelle
- Parc naturel de Migliarino, San Rossore, Massaciuccoli
- Pineta di Ponente di Viareggio
- Pineta di Levante di Viareggio
- Lac de Massaciuccoli
- Le Sanctuaire Pelagos

## Histoire
La ville naît dans la première moitié du XVIe siècle quand elle devient l'unique accès à la mer pour la république de Lucques. De cette période date l'édifice le plus ancien de la ville, la Tour Matilde, fortification défensive, héritée des Lucquois en 1541 pour lutter contre la menace d'intrusion constante des pirates barbaresques.

### Architecture militaire
- La Tour Matilde (1542)
- Le Fortin de la Foce di Viareggio (1768)

### Étymologie
Le nom de la ville viendrait du nom latin « via regis », nom de la route tracée au Moyen Âge qui reliait la fortification côtière à Lucques.
Selon d'autres, le nom viendrait de « Vicus Regius », parce que dans la localité de Gli Ortacci, il existait un petit noyau habité (vicus) durant l'ère impériale qui était, pour cela, appelé regius.

### Écusson de la Commune
Il a été choisi en 1848 en remplacement de celui de 1752, représentant saint Antoine de Padoue (premier patron de la ville), et est resté sensiblement le même avec peu de  modifications.
Sur le blason on peut voir : Une ancre et un bouclier blanc, rouge et vert. Viareggio figure parmi les premières communes à avoir eu le drapeau tricolore italien dans son blason.

### Des origines à 1169
À Versilia, sur les collines comme dans la plaine, on trouve des témoignages d'une présence active de populations préhistoriques.
Au IIIe siècle, sur le territoire montagneux de la Versilia sévissaient les Liguriens Apuanais, population venue du Nord qui arriva jusqu'à l'Arno, en 180 av. J.-C., les Romains battirent les Ligures Apuanais et commencèrent la colonisation de la Versilia.
Au Moyen Âge se développèrent les premiers villages dans les collines, beaucoup d'entre eux existent encore. Le futur territoire de Viareggio était marécageux et ne fut pas habité.
Aux alentours de l'an 1000 commencèrent les premières luttes entre Lucques et Pise pour le contrôle de la côte de la Versilia qui, depuis le haut Moyen Âge, était une forêt de propriétés de suzerains toujours en conflit entre eux.

### 1169/1400

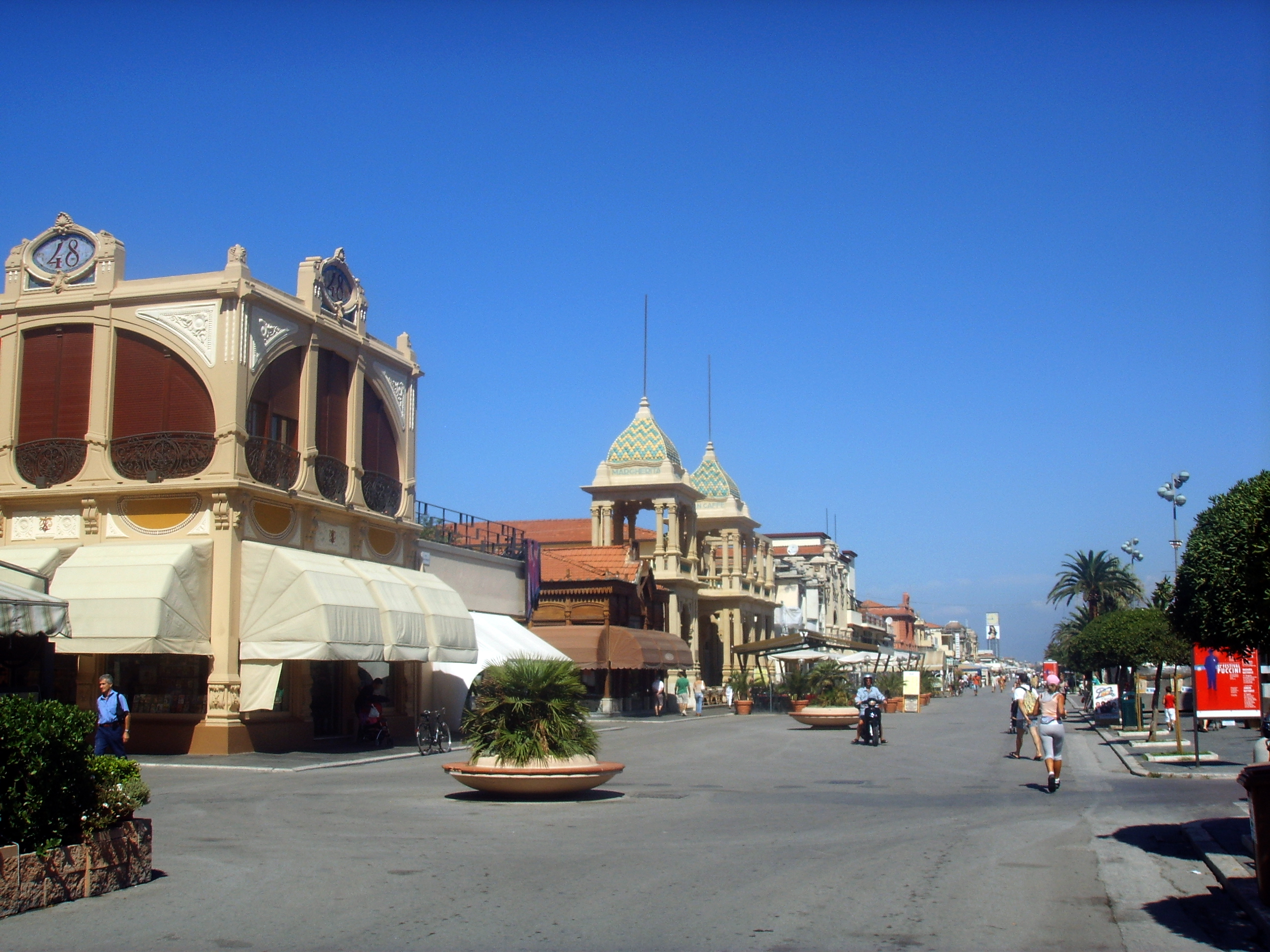
La « Passeggiata ».

Le premier fait historique à propos de Viareggio remonte à 1169 : la construction d'une tour en bois pour garder le littoral. Environ deux ans plus tard (1172), fut édifié l'ouvrage militaire qui prit le nom de Turris de Via Regia du nom de la rue qui y accédait (aujourd'hui rue Montramito). Durant les années suivantes, le territoire de Viareggio a été impliqué dans les batailles entre Pise et Lucques pour la suprématie et le contrôle de son littoral. Un tel conflit venait, en premier lieu, de la volonté de Lucques d'avoir un accès à la mer, et, en second lieu, de Pise qui redoutait la concurrence de sa rivale. Durant cette période, les suzerains versiliais sont contraints d'abdiquer pour laisser la place à la seigneurie de Castruccio Castracani. Le territoire où se développera par la suite Viareggio est resté marqué jusqu'en 1400 par une succession de guerres et de batailles mineures, d'invasions armées et de pillages.

### 1400/1599
Durant ces années, Florence étendait son contrôle sur la Toscane tandis que Lucques réussit, avec beaucoup de sacrifices financiers, à maintenir son indépendance.
Le 10 septembre 1513, par sentence arbitrale de Léon X, Lucques perd le contrôle du port de Motrone, un tel événement influença directement Viareggio qui, à partir de ce moment, devint au centre des efforts de Lucques pour y concentrer ses commerces. Outre la construction de la nouvelle tour carrée (1534) pour protéger le port, on commença à construire les premières implantations de la ville.

### 1600/1699
Ce siècle a été l'un des plus difficiles pour les quelque 300 habitants de Viareggio : la région était insalubre, la malaria et les épidémies mortelles rendaient la vie des pêcheurs et des paysans très difficile. Lucques en revanche essayait coûte que coûte d'améliorer la vie dans la région en assainissant les marais et en encourageant sa propre population dans le nouveau bourg.
Petit à petit, Viareggio changea de visage avec la construction de deux églises et de deux petites manufactures, d'autres ateliers virent le jour par la suite rendant le port de plus en plus actif. Les terres, assainies, devinrent de plus en plus exploitées.

### 1700/1799

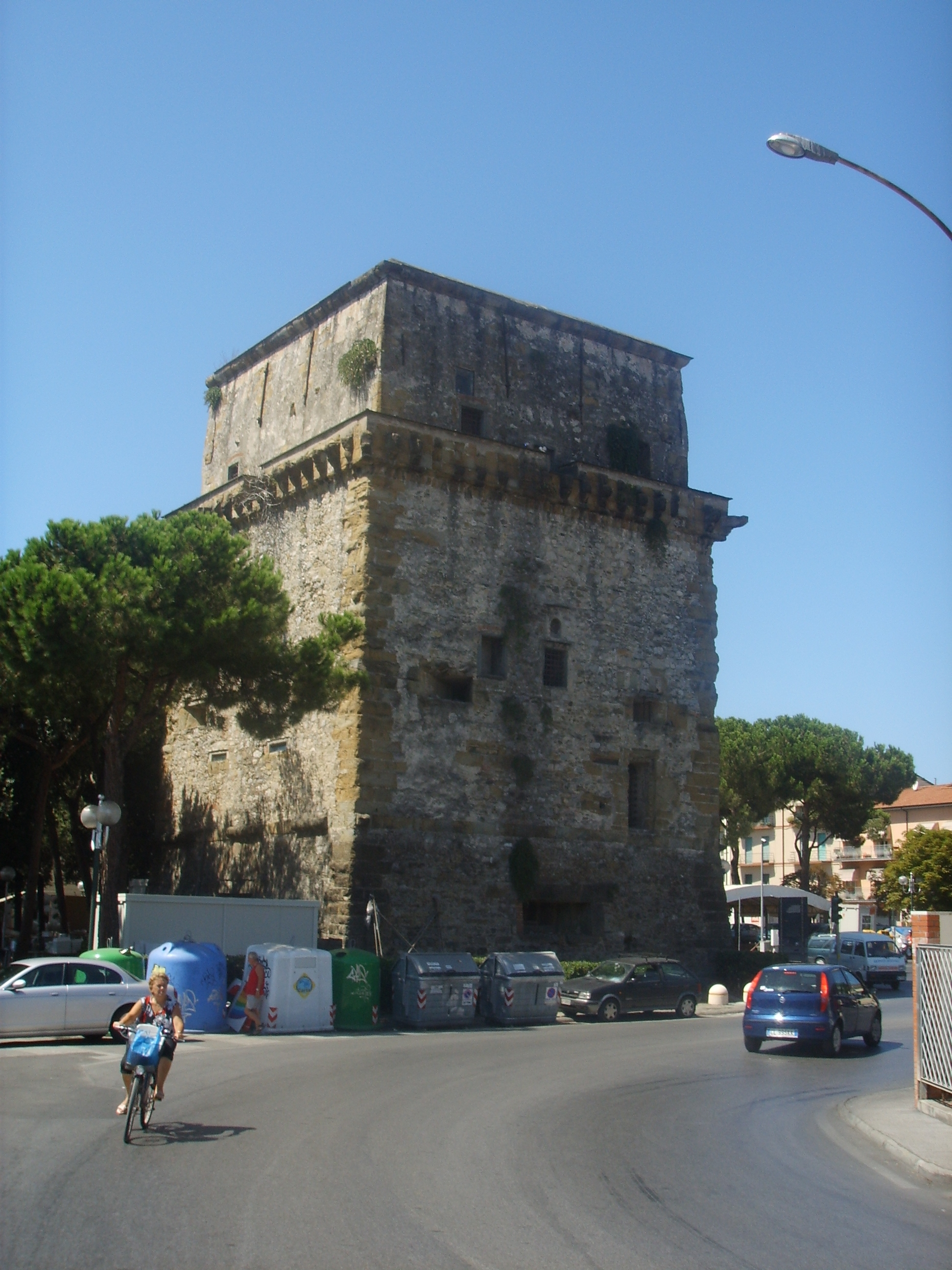
La "Torre Matilde"

En 1701 fut créée la commune de Viareggio. En 1739, grâce à l'ingénieur hydraulique Bernardino Zendrini, la région marécageuse fut enfin assainie et le village devint bien vite une ville où les nobles lucquois vinrent faire construire leurs palais.
En mai 1799, Viareggio fut le théâtre d'une révolte populaire contre les jacobins.

### 1800/1814
Napoléon Ier était empereur à ce moment-là et, comme beaucoup d'autres villes, Lucques fut transformée en principauté dont la charge fut confiée à Félix Baciocchi, même si le pouvoir était exercé par Élisa Bonaparte, sœur ainée de Napoléon.
Le gouvernement d'Élisa Bonaparte fut caractérisé de dispositions impopulaires comme celles contre le patrimoine ecclésiastique. Même la politique financière était irrégulière, toutefois, elle a contribué à quelques actions bienfaitrices, comme l'adoption du « Code Napoléon », l'introduction de la vaccination obligatoire et gratuite contre la variole. Plus généralement, le gouvernement d'Élisa Bonaparte a contribué positivement à améliorer les aspects concernant l'assistance, la bienfaisance et l'instruction.
Avec la chute de Napoléon, Viareggio fut le théâtre d'actes sanglants. En mars 1814, après la chute et la fuite des Baciocchi, les viareggini manifestèrent ouvertement contre les Français.
Malheureusement, la manifestation dégénéra en actes de pur banditisme.

### 1815/1847
Viareggio resta sous domination autrichienne jusqu'en 1817 quand le Congrès de Vienne alloua à la reine douairière Marie-Louise d'Étrurie le nouveau Duché de Lucques. Les années suivantes, avec la Restauration, tous les effets bénéfiques de la domination napoléonienne furent perdus. Toutefois, même le nouveau pouvoir permit le développement de Viareggio où fut construit le premier bassin portuaire. En 1820, Viareggio était devenue une ville.
Après la mort de sa mère (13 mars 1824), son fils Charles-Louis contribua à l'amélioration de la ville en la dotant d'une nouvelle église, d'un casino royal et de deux établissements balnéaires, les premiers construits à Viareggio.

### 1847/1859
Le 5 octobre 1847, Lucques fut cédée à la Toscane. Viareggio se développa comme centre balnéaire non plus limité à la noblesse lucquoise, mais à toute la Toscane. En 1848, Viareggio choisit son blason, qui est toujours le même actuellement, où l'on peut voir : une ancre avec des amarres et un écusson blanc, rouge et vert. Le tricolore, symbole de l'unité italienne, est la gloire des viareggini, les seuls à l'avoir dans leur blason. Durant ces années, Viareggio était la destination d'exilés de la Renaissance qui étaient tolérés par le pouvoir.

### 1860/1899
Durant ces années, l'économie de Viareggio connu une expansion rapide, en effet, à l'industrie balnéaire vint s'ajouter la marine à voile. Dans le même temps naquirent les premières luttes sociales avec l'apparition de la conscience de classe. Les prolétaires fondèrent des sociétés d'entraide puis s'organisèrent dans les premiers mouvements politiques de divers bords (anarchistes, socialistes, chrétiens...).

### 1900/1940
Au début du siècle, Viareggio connu un fort développement de son littoral et de l'industrie balnéaire qui changea radicalement une grande partie de sa côte. C'est la naissance de la Passeggiata avec ses cafés et ses commerces et surtout de nombreux édifices de Stile Liberty. La ville fut surnommée « Perle de la Tyrrhénienne »(Perla del Tirreno). Malheureusement, le bois était le matériau de loin le plus utilisé dans la construction ce qui, en 1917, alimenta un incendie  détruisant une grande partie des constructions de la ville.
Toutefois, le bois resta largement utilisé jusque dans les années 1920 où l'on commencera à utiliser d'autres matériaux.

### 1940/Aujourd'hui
Durant la Seconde Guerre mondiale, Viareggio subit d'importants bombardements détruisant, partiellement ou entièrement, de nombreux quartiers.
Durant l'Après-guerre commença la reconstruction (incluant l'Église Saint-Antoine), mais la ville avait changé de visage. La ville continua son développement avec des hauts et des bas jusqu'à aujourd'hui. Aujourd'hui, elle est connue pour son carnaval et pour ses chantiers navals.
Dans la soirée du 29 juin 2009, deux wagons remplis de gaz GPL explosent près de la gare de Viareggio à la suite du déraillement d'un train de marchandises reliant La Spezia à Pise. Il a coûté la vie à 32 personnes et en a blessé une cinquantaine d'autres. Les dégâts matériels furent également importants.

## Économie

### Secteur primaire
Secteur de grande importance, il englobe la pêche et la floriculture (les fleurs de la Versilia sont vendues en gros sur le marché aux fleurs de Viareggio), les carrières de sable et de tourbes sont quant à elles fermées.

### Secteur secondaire
Les activités industrielles les plus importantes sont les chantiers navals et toutes les productions qui s'y rattachent. On y note la présence historique de l'usine Salov du groupe Sagra (qui dans peu de temps quittera la ville pour se déplacer dans la zone industrielle de Montramito (Massarosa)). La ville compte diverses activités artisanales.
De nombreux chantiers navals de yachts de luxe sont installés à Viareggio comme Perini Navi, Overmarine, Benetti, Codecasa, Tecnomar ou Maiora.

### Secteur tertiaire
Les activités principales sont celles liées au tourisme et au commerce. Viareggio jouit d'une réputation mondiale de station balnéaire. 

## Culture

### Carnaval
Viareggio est célèbre pour son carnaval (créé en 1873) avec ses chars allégoriques en papier mâché (depuis 1925) qui défilent le long de la Passeggiata (promenade) dans la période précédant Pâques. Le symbole du Carnaval de Viareggio et masque officiel de ce dernier est le Burlamacco, imaginé et dessiné en 1930 par Uberto Bonetti.

### Prix Viareggio
Viareggio est la ville du Prix littéraire de Viareggio, créé en 1929.

### Lucques/Viareggio
En raison de la rivalité connue avec la ville de Lucques, les Lucquois parlent de Viareggio comme Marine de Lucques. Pour leur part, les Viareggini ont composé de nombreuses chansons folkloriques de raillerie envers les Lucquois.

## Personnalités

### Personnalités nées à Viareggio
- Marcello Lippi (1948), footballeur et entraîneur
- Stefania Sandrelli (1946), actrice
- Zita de Bourbon-Parme (1892-1989), épouse de Charles Ier d'Autriche et dernière impératrice d'Autriche et reine de Hongrie.

### Autres
- Percy Bysshe Shelley (1792-1822), poète britannique mort en mer au large de Viareggio le 8 juillet 1822.
- Antoine-Marie Pucci (1818-1892), saint qui a vécu à Viareggio. Il est exposé à la vénération dans l'église San Andrea
- Leopoldo Fregoli (1867-1936), acteur, ventriloque, musicien et transformiste. Leopoldo Fregoli est mort et enterré à Viareggio.
- Léonida Repaci (1898-1985), homme politique et écrivain. Il a fondé le Prix Viareggio-Rèpaci.
- Maria Valtorta (1897-1961), écrivaine et mystique chrétienne. Elle est décédée à Viareggio en Toscane.
- Cesare Richonni, maire de la ville et son épouse Salome Krouchelnytska, cantatrice.

## Administration
| Période                                  | Période  | Identité       | Étiquette               | Qualité |
| ---------------------------------------- | -------- | -------------- | ----------------------- | ------- |
| 1998                                     | 2008     | Marco Marcucci | Démocrates de gauche    |         |
| 2008                                     | 2013     | Luca Lunardini | Le Peuple de la liberté |         |
| 2013                                     | En cours | Leonardo Betti | Parti démocrate         |         |
| Les données manquantes sont à compléter. |          |                |                         |         |

### Hameaux
Torre del Lago Puccini

### Communes limitrophes
Camaiore, Massarosa, Vecchiano (Pise)

### Évolution démographique
Habitants recensés

## Jumelages
- Bastia (France)
- San Benedetto del Tronto (Italie)
- Palmi (Italie)
- Kunshan (Chine)
- Opole (Pologne)

## Galerie photographique

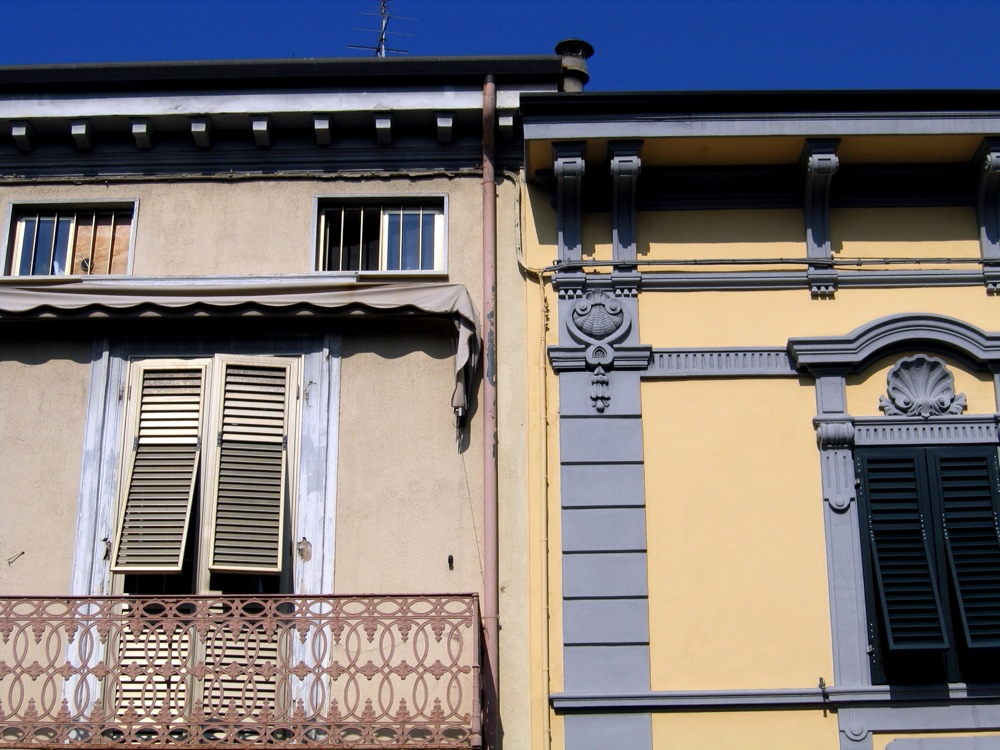
Maisons
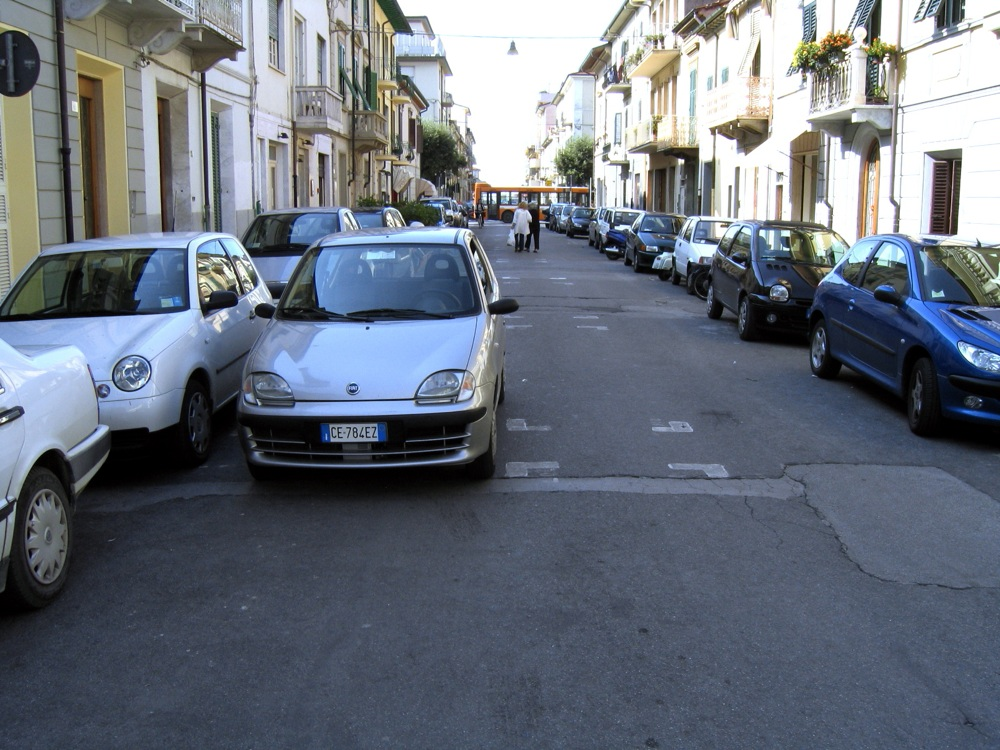
Route
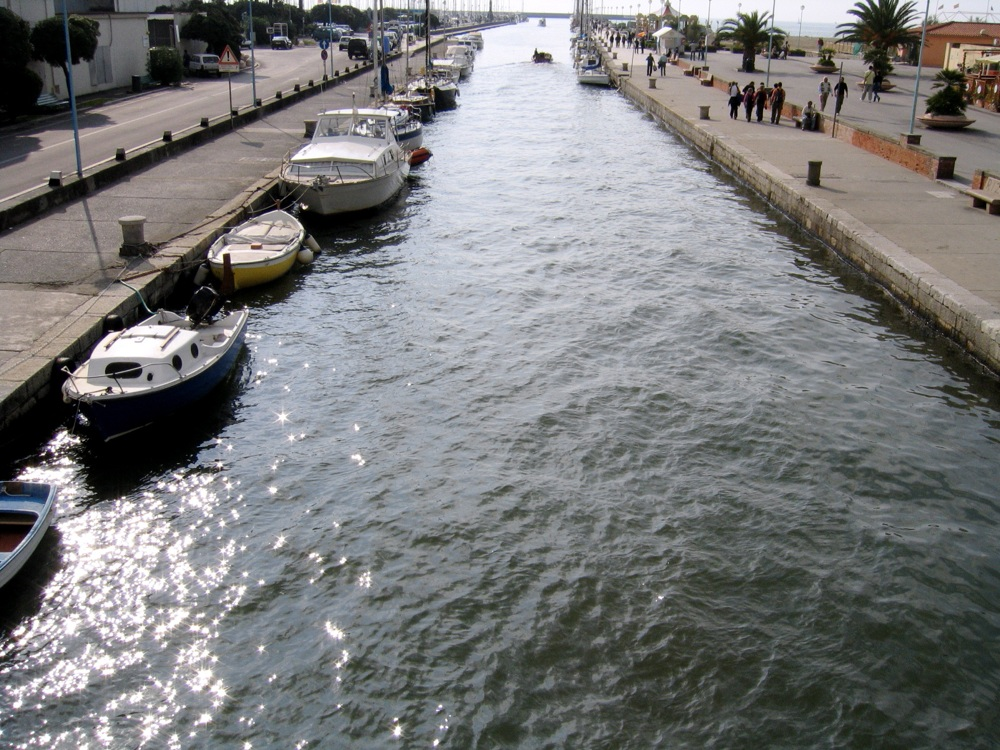
Canal
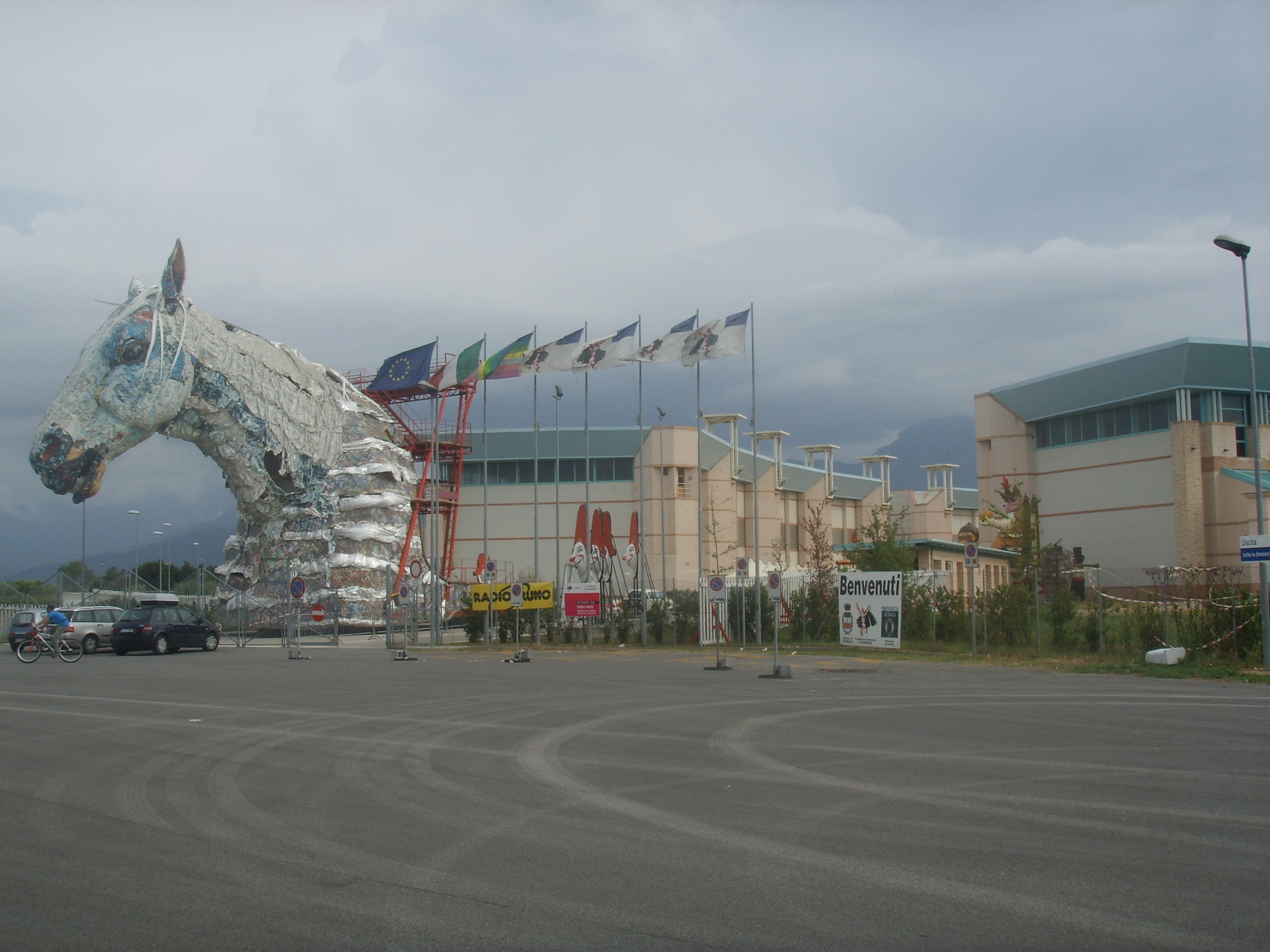
Citadelle du carnaval
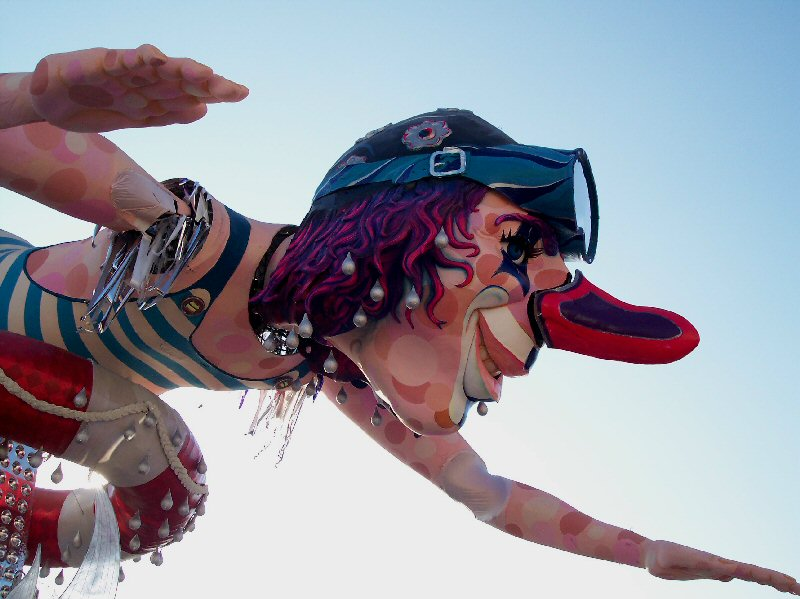
Carnaval 2005
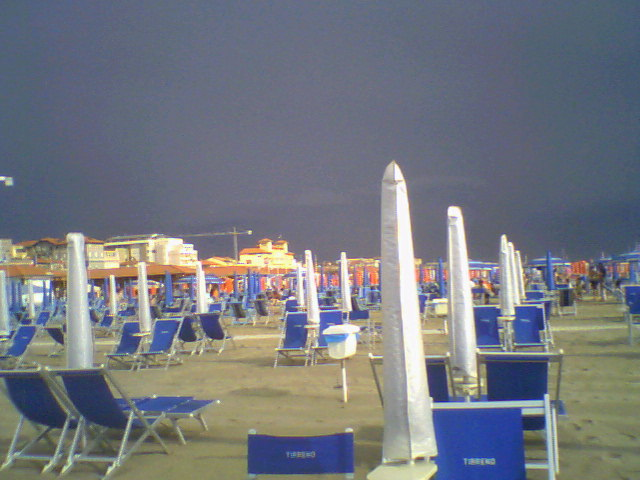
Plage
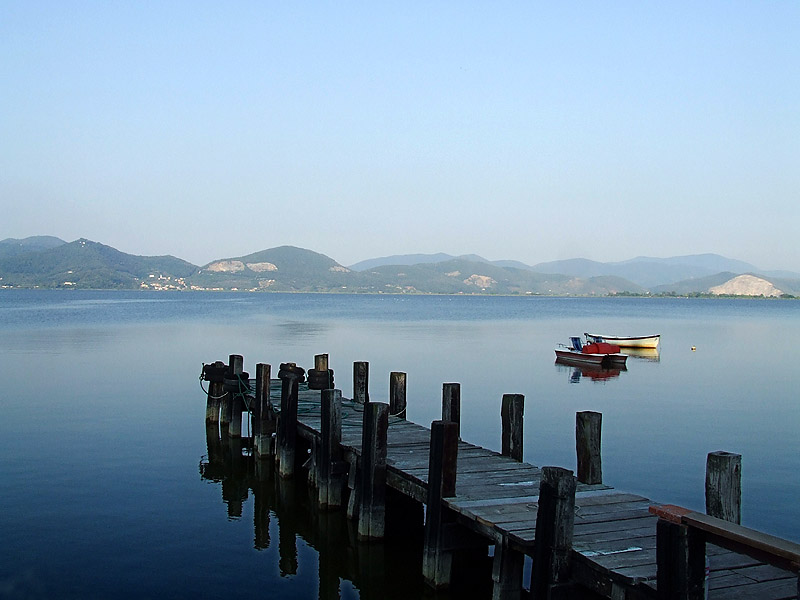
Vue
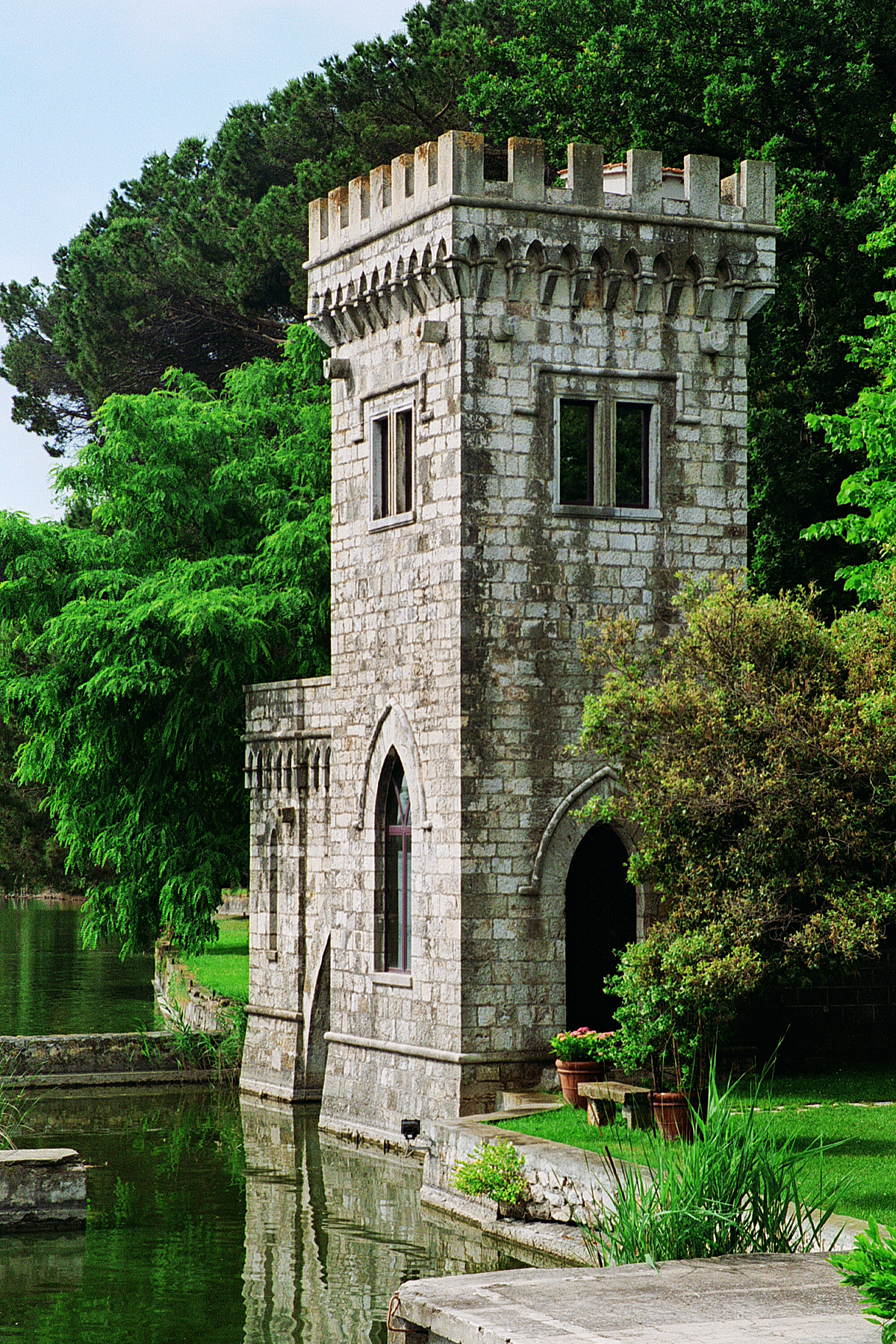
Villa Orlandi